# Pinguicula reticulata
Pinguicula reticulata är en tätörtsväxtart som beskrevs av J. Schlauer. Pinguicula reticulata ingår i släktet tätörter, och familjen tätörtsväxter. Inga underarter finns listade i Catalogue of Life.